# Фабрика комиксов
«Фабрика комиксов» (Comics Factory) — российское книжное издательство. Специализируется на выпуске японской манги, издании американских и европейских комиксов, графических романов отечественных авторов. Основано в марте 2006 года издателем Фёдором Еремеевым. В 2008—2011 годах входило в группу компаний «АСТ» на правах независимой редакции. Офис издательства находится в Екатеринбурге. «Фабрика комиксов» входит в Ассоциацию книгоиздателей России (АСКИ), Альянс независимых книгоиздателей, участвует в московских книжных ярмарках ММКЯ и Non/Fiction, во Франкфуртской и Болонской ярмарках. В 2011—2020 годах выпускало альманах русской манги «MNG».

## Лицензии

### Манга
| - Аква - Алиса в Стране чудес - Ателье «Paradise Kiss» - Братья Карамазовы - Гостья М - Гот - Дневник будущего - Инопланетяне в школе № 9 - Коллекция Хидэси Хино: «Мальчик-личинка», «Онинбо и адские личинки», «Мандала, принцесса ада», «Коллекция ужасов» - Куклы - Легенда о Лемнеар - Магазинчик ужасов - Миротворец - Музыка Марии (яп. Ｍａｒｉｅの奏でる音楽 Мариэ но канадэру онгаку) Усамару Фуруи - Некодомо - Необыкновенная история острова Панорама (яп. パノラマ島綺譚 Панорама-то: кидан) Суэхиро Маруо - Ночной изгнанник (яп. 夜の過客 Ёру но какаку) Мацури Акино - Ольга, девочка из цирка - Охота за пальцем (яп. 親指さがし Hunt for the Thumb) Кирихито Аямуры - Печальная песнь агнца - Пластиковая Малышка - Преступление и наказание | - Призрак тьмы Г. Ф. Лавкрафта - Принцесса-рыцарь - Принцесса вампиров Мию - Приют влюбленного психопата (яп. 月的愛人LUNATIC LOVER'S) Суэхиро Маруо - Путешествие Юити Ёкоямы - Путешествие к центру земли - Сад (Garden) Юити Ёкоямы - Сияние извне Г. Ф. Лавкрафта - Созвездие воображаемых зверей - Староста-горничная - Странная жизнь Субару - Таймасин - Творец фигурок (яп. ふぃぎゅあめいかー Фигюа мэйка:) Мацуоки Окады - Тень над Иннсмутом Г. Ф. Лавкрафта - Togainu no Chi. Кровь виновного пса - Торадора! - Хеталия и страны Оси - Хребты безумия Г. Ф. Лавкрафта - Человек-череп - Чиралити - Шоу уродов господина Араси (яп. 少女椿 Сёдзё цубаки) Суэхиро Маруо - Эльф не может похудеть - Эмбрион мира |

### Манхва
| - One - Redrum 327 (кор. 레드럼 327) - Ангелы войны (War Angels) - В мире снов (кор. 인드림월드, In Dream World) - Возвращение зла (Evil’S Return) - Воспоминания маски (кор. 가면의 기억, Memory of the Mask) - Джек Фрост (Jack Frost) - Дисбаланс (Unbalance x Unbalance) - Дневник демона (Demon Diary) - Доктрина героев. Ветер Солтии (Heroes Lore. Wind of Soltia) - Зеро. Нулевой образец (Zero) - Кафе «Таро» | - Легенда Майана (The Legend of Maian) - Лунный мальчик (Moon Boy) - Мир докеби (Tokebi World) - Модель - Небесный десант (Faeries' Landing) - Один прекрасный день (One Fine Day) - Охотник на ведьм (Witch Hunter) - Пылающий Ад (кор. 불꽃의 인페르노, Aflame Inferno) - Рейдеры (кор. 레이더스, Raiders) - Цветы зла (The Flower of Evil) - Юная королева Джун (Little Queen) |

### Маньхуа
- Деньги на бочку! (Show Me the Money) — выпущено 2 тома из 2, выпуск завершен.
- Любовь онлайн (Net Love) — выпущено 10 томов из 10, выпуск завершен.
- Первый номер (The One) — выпущено 18 томов из 18, выпуск завершен.
- Священная мелодия (Divine Melody) — выпущено 9 томов из 9, выпуск завершен.

### Другие комиксы
- Ангелы войны (War Angels) — выпущен 1 том. Выпуск остановлен.
- Гарфилд (Garfield) — выпущен 1 том.
- Готические виды спорта (Gothic Sports) — выпущено 5 томов из 5, выпуск завершен.
- Гримм-манга (Grimm Manga) — выпущено 2 тома из 3, выпуск остановлен.
- Драмакон (Dramacon) — выпущено 3 тома из 3, выпуск завершен.
- Йоу в квадрате (YSquare) — выпущено 2 тома из 2, выпуск завершён.
- Кольцо нибелунга (Ring of the Nibelung) — выпущен 1 том.
- Косплееры (Cosplayers).
- Новая жизнь мистера Уиглза (Rehabilitation of Mr. Wiggles) — выпущен 1 том из 2.
- Смурфы (Les Schtroumpfs) — выпущено 4 тома.
- Призрачный мир (Ghost World) — выпущен.
- Чёрная дыра (Black Hole) — выпущен.
- My Little Pony. Дружба — это чудо (My Little Pony. Frienship is Magic) — выпущено 10 томов.

## Интернет-буфет
17 мая 2012 года «Фабрика комиксов» открыла интернет-буфет, где продаёт свои книги, а также книги аффилированного издательства «Кабинетный учёный».

## Кабинетный ученый
С «Фабрикой комиксов» аффилировано издательство «Кабинетный ученый». Издательство образовано в 2011 году. В 2012—2018 годах выпускало научный журнал «Детские чтения» (совместно с Институтом русской литературы РАН).
Направления работы издательства «Кабинетный ученый»:
- философия;
- эстетика;
- история;
- литературоведение;
- музыка;
- краеведение;
- мемуары и письма;
- театр;
- архитектура и дизайн;
- теория медиа и книжное дело;
- поэзия и проза уральских авторов;
- экспериментальная проза.

Книги издательства «Кабинетный ученый»:
- Джефф Аптер «Всегда мало. История группы The Cure».
- Мартин Астон «Выбирая другую дорогу. История лейбла 4AD».
- Павел Петрович Бажов «Малахитовая шкатулка» (научное издание).
- Андрей Горохов «Музпросвет».
- Чарльз Дженкс «Постмодернизм в архитектуре».
- «Екатеринбург литературный. Энциклопедический словарь».
- Дмитрий Карасюк «История Свердловского рока. 1961–1991. От ‘Эльмашевских битлов’ до ‘Смысловых галлюцинаций’».
- Дмитрий Карасюк «Как мы любили “Битлз”. История битломании в СССР».
- Дмитрий Карасюк «Свердловская рок-энциклопедия. Ритм, который мы…».
- Квентин Мейясу «После конечности. Эссе о необходимости конгинентности».
- «Птицы Средней Азии» (в 2-х томах).
- Андрей Рыбалка «В поисках варягов. Гипотезы, интерпретации, фикции».
- В. К. Рябицев «Птицы Европейской части России» (в 2-х томах).
- В. К. Рябицев «Птицы Сибири»[5] (в 2 томах).
- «Формальный метод. Антология русского модернизма» (в 3-х томах; под редакцией С. А. Ушакина).
- Дэн Чарнас «Новые богатые. История хип-хоп-бизнеса».
- Ольга Шабурова «Советский мир в открытке».
- Андре Шиффрин «Слова и деньги».
- Рюдигер Эш «Электросити. Дюссельдорфская школа электронной музыки. 1970-1986».